# Bandeira de Mogi Guaçu
A bandeira de Mogi Guaçu foi instituída em 22 de julho de 1966 pelo então prefeito Antônio Giovani Lanzi. Nas cores amarelo e vermelho e, com o Brasão ao centro, foi apresentada solenemente em data histórica do município. Os significados das cores são: o vermelho representa o taguá, um tipo de argila abundante na região. O amarelo representa as riquezas que essa argila trouxe para o município.

## Fonte
- Ache Tudo e Região